# ちちぶ農業協同組合
ちちぶ農業協同組合（ちちぶ のうぎょうきょうどうくみあい 通称JAちちぶ）は、埼玉県秩父市に本店を置く農業協同組合である。

## 沿革
- 1996年 - 4月 ちちぶ農業協同組合発足。
- 1999年 - 4月 訪問介護事業開始。
- 2006年 - 1月 秩父こんにゃく(株)を両神村[1]より経営譲渡。 10月 「(株)アグリちちぶ」設立[2]。
- 2007年 - 5月 農業電子図書館を導入。
- 2012年 - 10月 「道の駅みなの」開所[3]。
- 2019年 - 4月 大滝支店を荒川支店へ統合。
- 2021年 - 3月 秩父東支店・秩父西支店を本店へ統合。
- 2022年 - 横瀬支店・長瀞支店・吉田支店をそれぞれ本店・皆野支店・小鹿野支店へ統合。

## 主な店舗
※はATM併設
本店・支店
- 本店※
  - 本店営農経済部※
- 皆野支店※
- 小鹿野支店※
- 荒川支店※

ふれあいプラザ
- 秩父東ふれあいプラザ※（旧秩父東支店）
- 秩父西ふれあいプラザ（旧秩父西支店）
- 横瀬ふれあいプラザ※（旧横瀬支店）
- 長瀞ふれあいプラザ※（旧長瀞支店）
- 吉田ふれあいプラザ※（旧吉田支店）
- 大滝ふれあいプラザ（旧大滝支店）

農産物直売所
- 秩父農産物直売所※
- 横瀬農産物直売所 アグリマルシェよこぜ
- 道の駅みなの 皆野農産物直売所※
- 小鹿野農産物直売所
- 荒川農産物直売所

ガソリンスタンド
- JA-SS 黒谷給油所
- JA-SS 長瀞給油所
- JA-SS 小鹿野給油所
- JA-SS 荒川給油所